# Luis Santi
Luis Santi Fernández (* 10. Dezember 1931 in Havanna) ist ein kubanischer Pianist, Sänger und Bandleader.
Santi begann seine musikalische Ausbildung zwölfjährig bei Digna Castillo Soler und José Bolivia. Sein erstes Instrument war die Gitarre, in die Anfangsgründe des Klavierspiels führt ihn seine Mutter ein. Als Interpret von Orlando de La Rosas Song Nuestro encuentro trat er 1946 im Radioprogramm La Corte Suprema auf und gewann einen Preis.
Er setzte seine Klavierausbildung bei Oscar Muñoz Bouffartique und José Luis fort und gründete sechzehnjährig seine erste eigene Band, die 1948 ihr professionelles Debüt hatte. Die ersten Sänger, die mit seiner Band auftraten, waren Carlos Díaz, Colacho Alonso und Pitín Rodríguez. 1950 wurde Díaz durch Felo Martínez, der von den Hermanos Díaz kam, ersetzt. Mit dieser Triobesetzung trat Santis Gruppe in der täglichen Show de la mañana auf. Ab 1970 lebte Santi in Miami.